# Burgenland
Pour les articles homonymes, voir Burgenland (homonymie).
Le Burgenland est le Land d’Autriche le plus oriental, le plus plat et le plus récent : il n’a été reconnu comme Land qu’en 1920, au traité de Trianon.
Le Burgenland partage des frontières avec la Hongrie à l’est, ainsi que, sur quelques kilomètres, avec la Slovénie au sud et la Slovaquie au nord-est. À l’ouest, il est limitrophe des Länder de Basse-Autriche et de Styrie. Au nord-est, il est bordé par le lac de Neusiedl, d’une superficie de 315 km2.

## Histoire
Le Burgenland faisait, au sein de l’Autriche-Hongrie, partie du royaume de Hongrie : c’est, dans l’actuelle Autriche, le seul Land dans ce cas. Au cours du Drang nach Osten la majeure partie de sa population était, aux XIe et XIIe siècles, devenue germanophone. À la suite de l’invasion mongole en 1241, durant laquelle son actuelle capitale Eisenstadt fut incendiée, de nombreuses forteresses y furent édifiées pour protéger les pays autrichiens : plus tard, elles furent agrandies et construites en pierre. Leurs vestiges sont encore visibles aujourd’hui.
Fin 1918, alors que la république démocratique hongroise proclame son indépendance, les « Heinzen » (habitants germanophones du Burgenland, jusque-là territoire hongrois) souhaitent rester autrichiens, conformément au principe d’autodétermination du dixième des 14 points du président américain Wilson. Cette revendication est prise en compte aux traités de Saint-Germain-en-Laye (1919) et de Trianon (1920) : c’est le seul cas où les souhaits des germanophones d’Autriche ont été satisfaits (ni le souhait du Vorarlberg de devenir un canton suisse, ni celui des autres Autrichiens de rejoindre la république de Weimar ne sont admis). Délimiter le Burgenland à l’est fut le travail de la commission alliée « Lord », qui traça en 1919-1920 une frontière de 303 km.
Toutefois il fallait aussi tenir compte des revendications hongroises, et en 1922, un plébiscite eut lieu concernant sa capitale, Ödenbourg (en hongrois Sopron), qui choisit de rejoindre la Hongrie indépendante : ce fut aussi le seul cas où le principe d’autodétermination a été appliqué aux Magyars depuis 1918. Cela fit passer la frontière austro-hongroise à 366 km. Dès lors et jusqu’en 1925 Bad Sauerbrunn fut siège provisoire du gouvernement régional. Ensuite, la petite ville d’Eisenstadt (en hongrois Kismarton) devint la capitale du Burgenland.

## Nom
Le nom Burgenland (« pays des châteaux ») vient des quatre comitats hongrois (vármegye) de :
- Pressburg (en slovaque Bratislava, en hongrois Pozsony) ;
- Wieselburg (en hongrois Mosonmagyaróvár) ;
- Ödenburg (en hongrois Sopron) ;
- Eisenburg (en hongrois Vas).

On disait d’ailleurs « Vierburgenland » : « pays des quatre châteaux ».
Le nom initialement prévu en 1920 pour ce Land était « Heinzenland », en référence au dialecte allemand local, le Hianzisch (de). Le nom hongrois du Burgenland est Őrvidék, le « district des sentinelles » ou plus récemment Várvidék, le « district des citadelles ».

## Administration
Pour un article plus général, voir États d'Autriche.

Les différents districts du Burgenland.

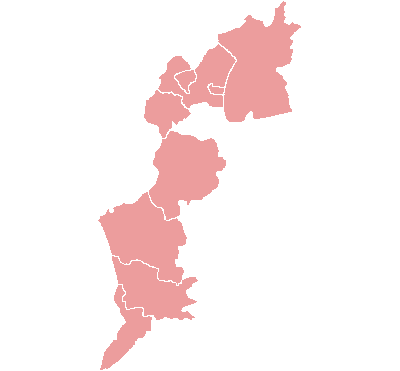
Divisions administratives du Burgenland.

Le Burgenland est divisé en 7 Bezirke (districts) et 2 Statutarstädte (villes à statut).
Du nord au sud :
- - Neusiedl am See (Bezirk)
  - Eisenstadt-Umgebung (Bezirk)
  - Eisenstadt (Statutarstadt)
  - Rust (Statutarstadt)
  - Mattersburg (Bezirk)
  - Oberpullendorf (Bezirk)
  - Oberwart (Bezirk)
  - Güssing (Bezirk)
  - Jennersdorf (Bezirk)

## Habitants
Pour un article plus général, voir Démographie de l'Autriche.
Le Burgenland compte une population d’environ 275 000 habitants, majoritairement germanophones. Selon le recensement de 1991, il y a aussi 29 000 Croates, 5 000 Hongrois et 122 Roms (les chiffres réels sont probablement plus élevés, car beaucoup de Roms évitent de se déclarer comme tels). À cause de problèmes économiques récurrents, une forte émigration eut lieu vers les grandes villes et les États-Unis. C’est pourquoi Vienne ou Chicago (devant Eisenstadt) sont devenues les plus grandes villes en ce qui concerne la population originaire de Burgenland.

Drapeau traditionnel du Burgenland

## Géographie
Pour un article plus général, voir Géographie de l'Autriche.
En comparaison avec le sud, le nord du Burgenland est très plat et, en ce qui concerne le paysage, fait majoritairement partie de la basse plaine de Pannonie. Ici se trouve le lac de Neusiedl, surnommé la « mer des Viennois », un lac de steppe entouré d'une large ceinture de roseaux. On y trouve la réserve naturelle Lange Lacke, refuge pour des espèces menacées d’oiseaux, devenues très rares. En 1992, le parc national Neusiedler See - Seewinkel a été créé pour les protéger. De l’autre côté de la frontière avec la Hongrie, le parc continue sous le nom du parc national Fertö-Hanság.
La région connaît un climat de type continental : le climat pannonien.

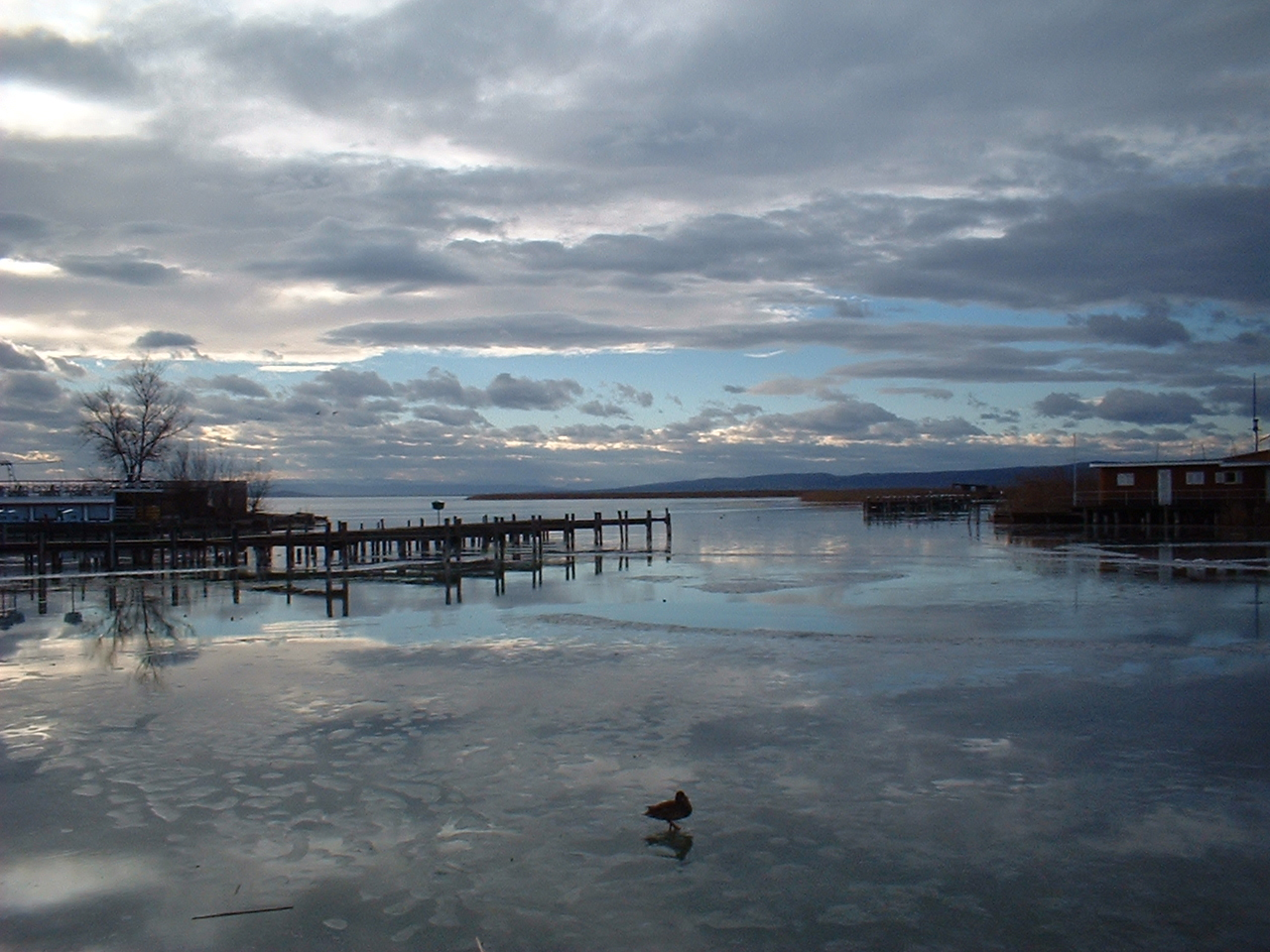
Le lac de Neusiedl en hiver
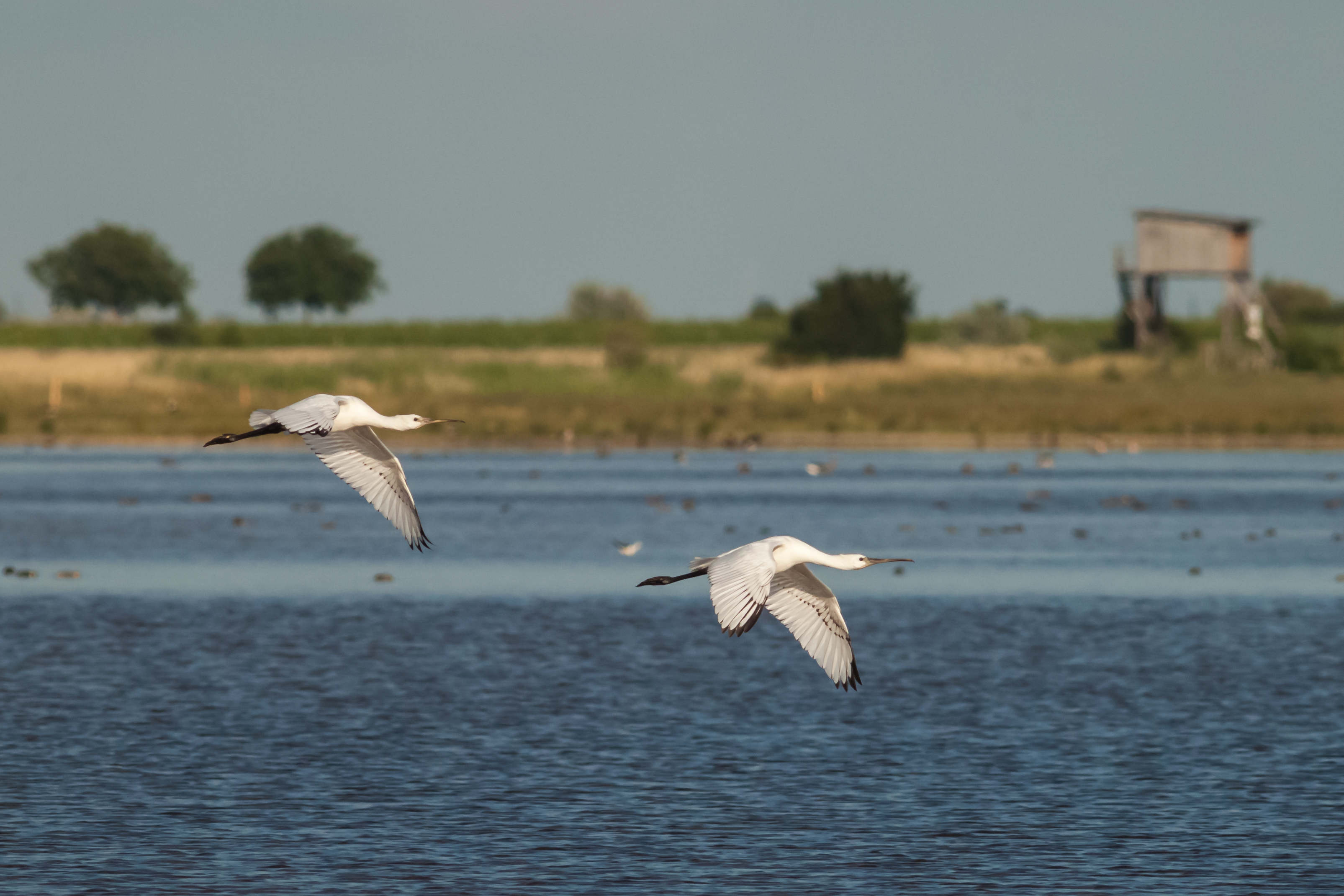
Spatules du lac de Neusiedl (espèce protégée)
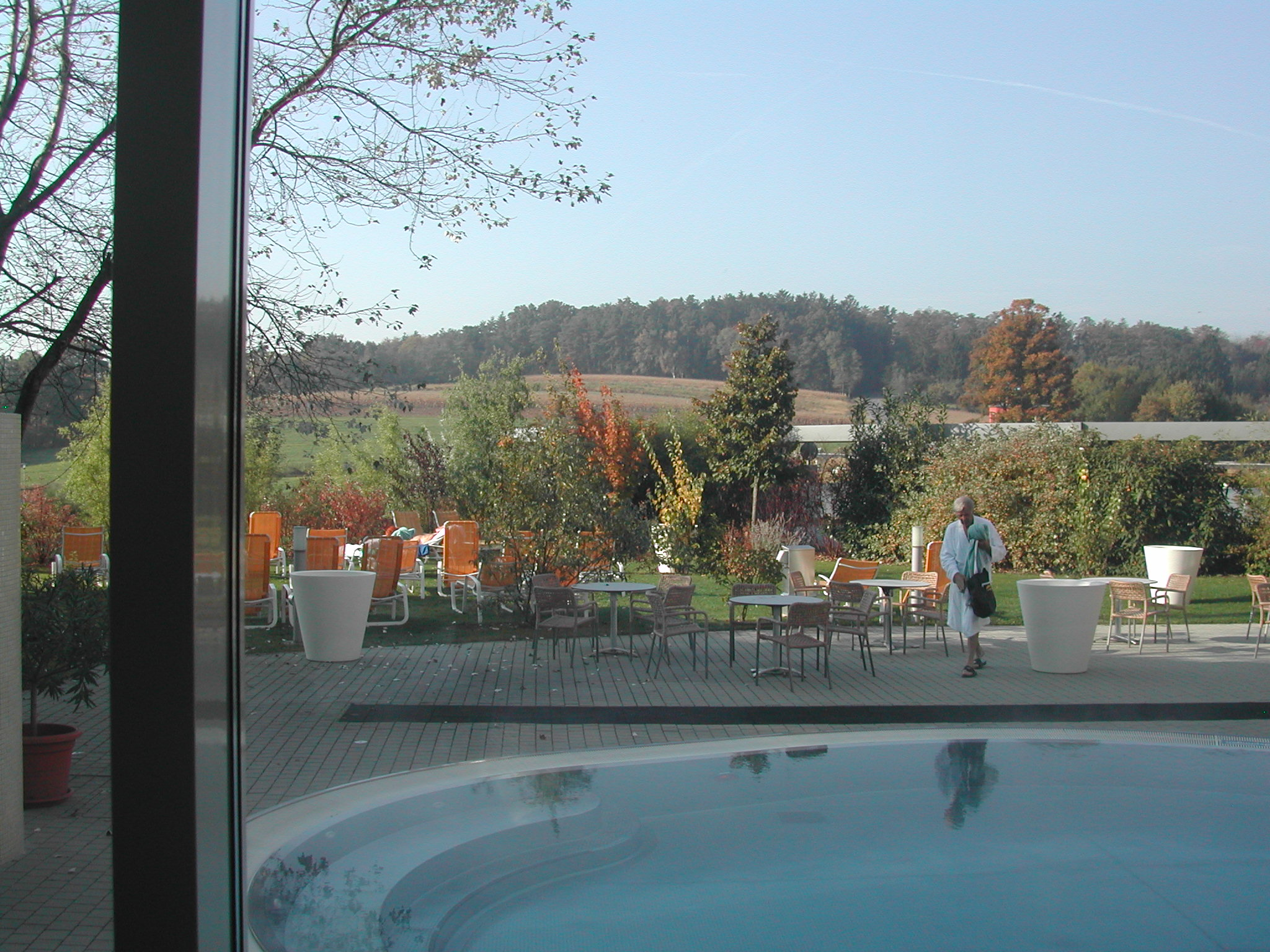
Thermes de Stegersbach
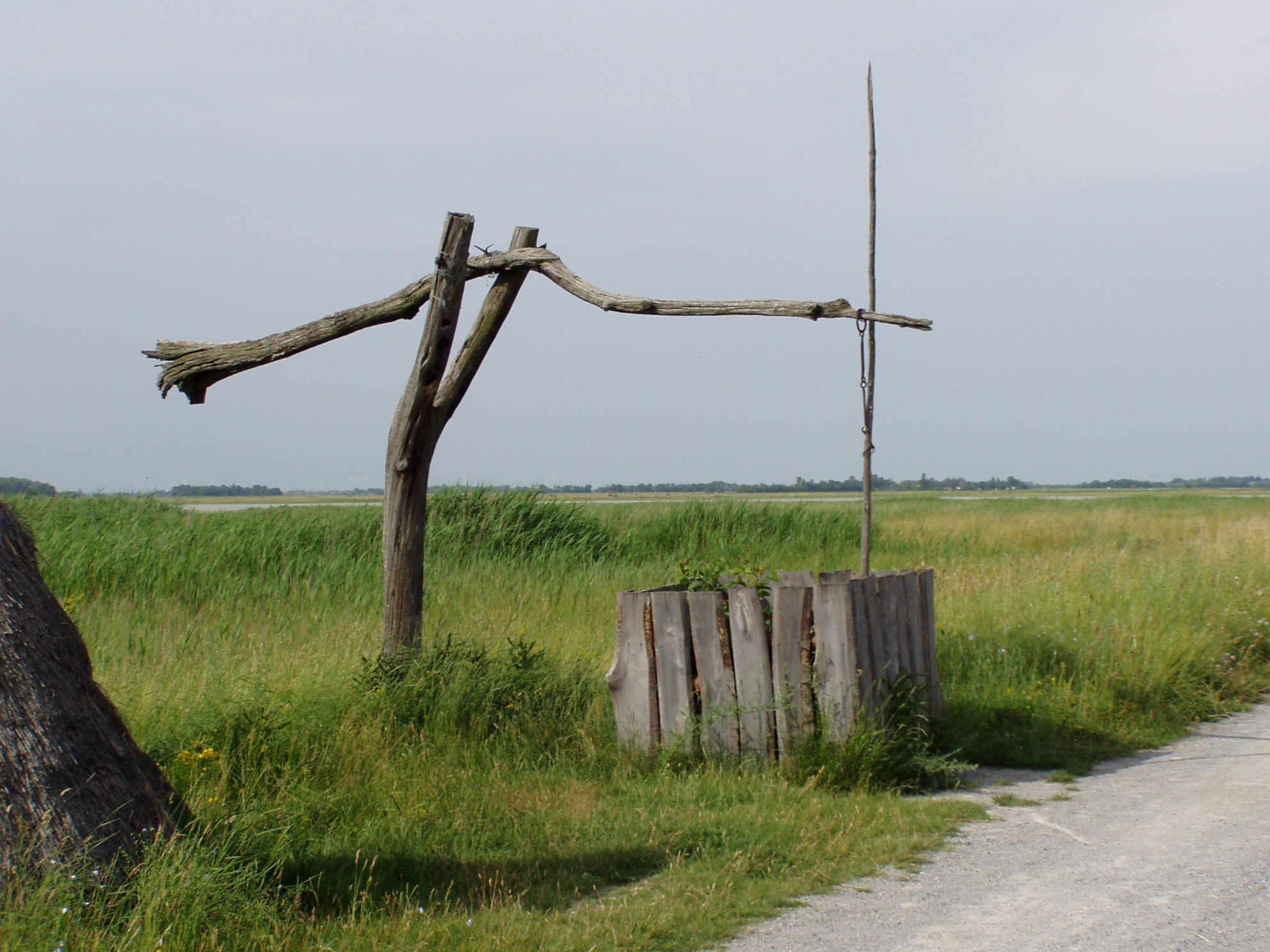
Puits dans la réserve naturelle de Lange Lacke

## Économie
Pour des articles plus généraux, voir Économie de l'Autriche et Tourisme en Autriche.
Le Burgenland est le Land le plus pauvre d’Autriche. Beaucoup de ses habitants font la navette avec Vienne. Tout le Burgenland est une zone de l'Objectif 1 de l’Union européenne.
Le Burgenland ainsi que la Basse-Autriche sont les régions les plus importantes du point de vue de la viticulture. Les plus de 16 000 hectares de viticulture dans le Burgenland sont structurés en quatre régions : Neusiedlersee, Neusiedlersee-Hügelland, Mittelburgenland et Südburgenland.
Le tourisme s’est développé à la fin du XXe siècle mais a décliné depuis la pandémie de Covid-19. Les centres touristiques principaux du Burgenland sont le lac de Neusiedl ainsi que les stations thermales de Lutzmannsburg, Stegersbach et Bad Tatzmannsdorf. Le réseau de pistes cyclables y est très populaire (plus de 5 000 km). Les randonnées à bicyclette peuvent être éprouvantes quand le vent d’est souffle sur ce plat pays.

## Politique
Le SPÖ (centre gauche) et le FPÖ (extrême droite) forment une coalition à partir de 2015. Les deux partis se sont accordés sur un plan de réduction des dépenses publiques dans l’optique, selon eux, de « remplir les critères du pacte de stabilité et de Maastricht ».

## Culture
Pour un article plus général, voir Culture autrichienne.
Notamment en été, le Burgenland offre plusieurs attractions culturelles : le festival de l’opérette à Mörbisch dont la scène est construite sur le lac de Neusiedl, le festival de l'opéra dans la carrière de Sankt Margarethen, les spectacles au château de Kobersdorf ou celui de Güssing.

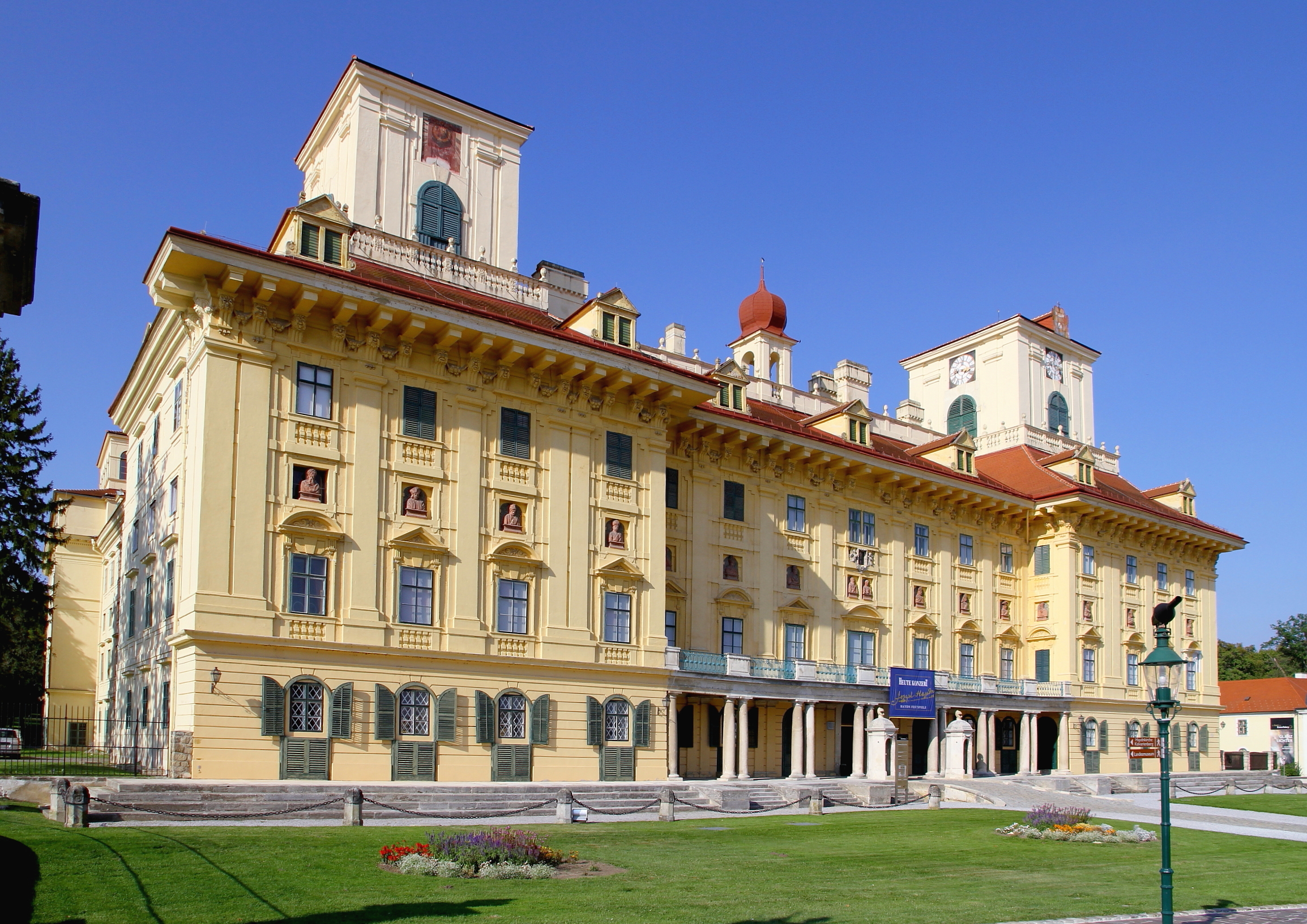
Palais d'Esterházy d’Eisenstadt
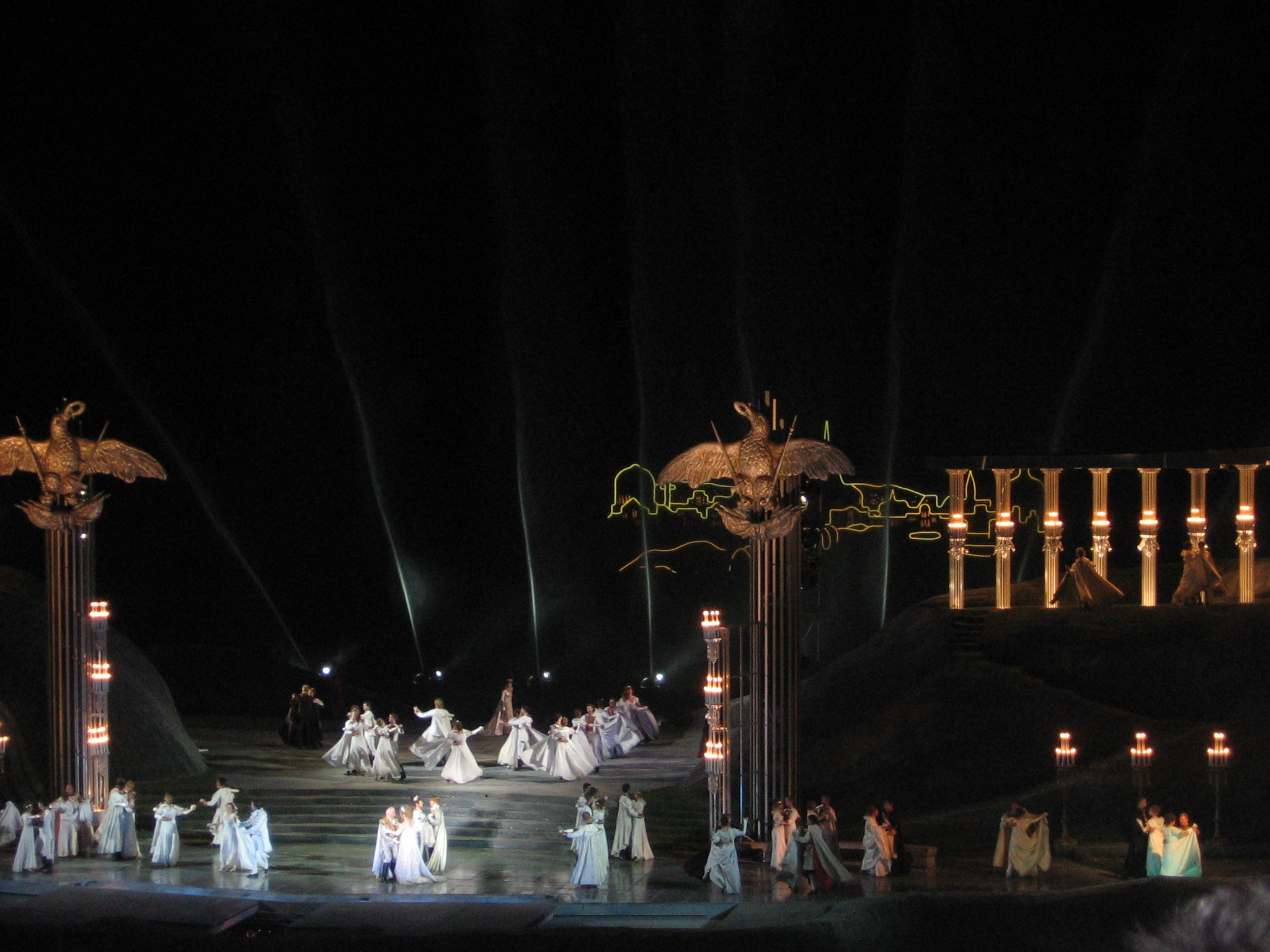
Représentation de l’opérette Sang viennois au festival de Mörbisch en 2007
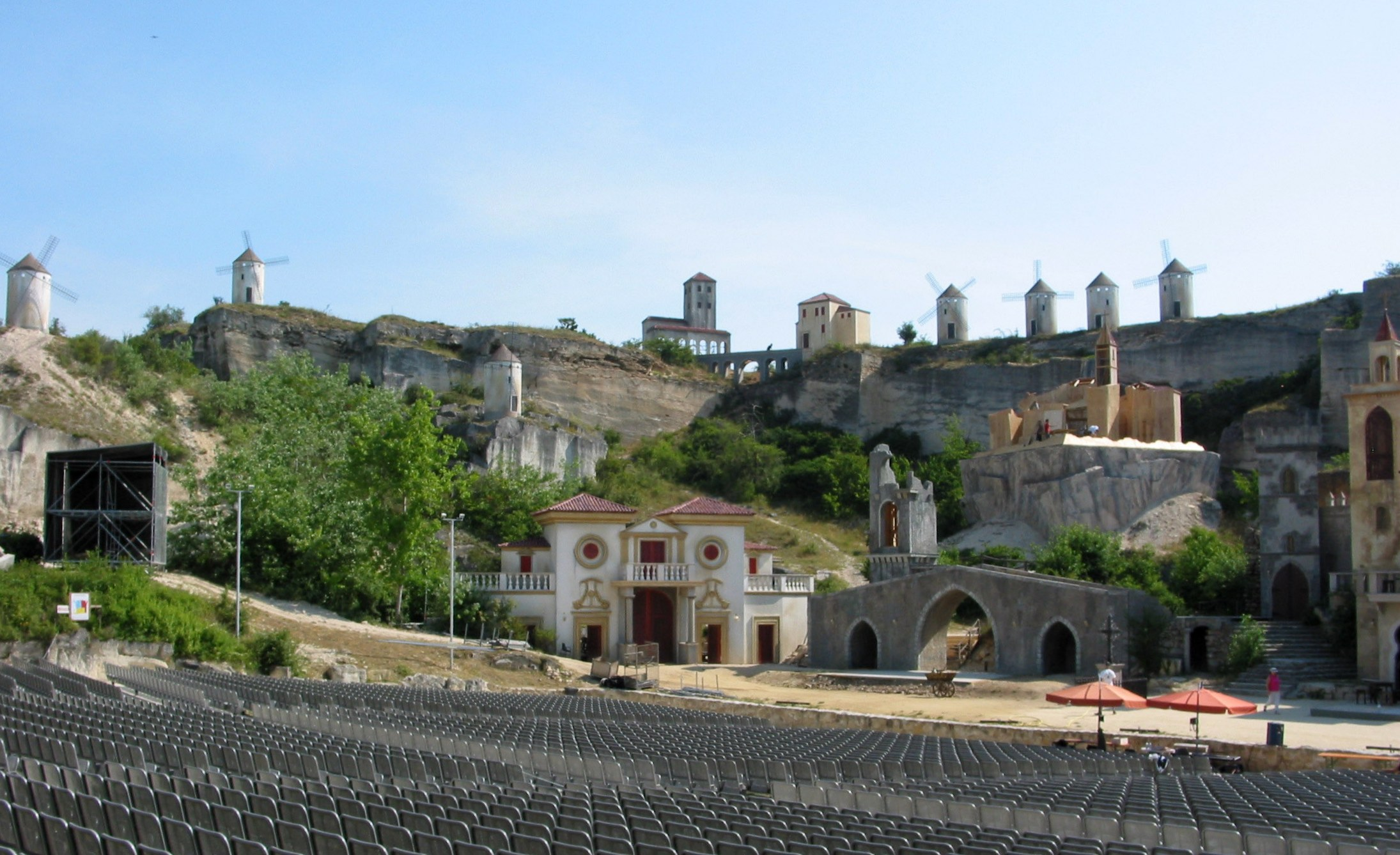
La carrière (Römersteinbruch) de Sankt Margarethen, après avoir abrité un symposium international de sculptures, accueille désormais une scène d'opéra.
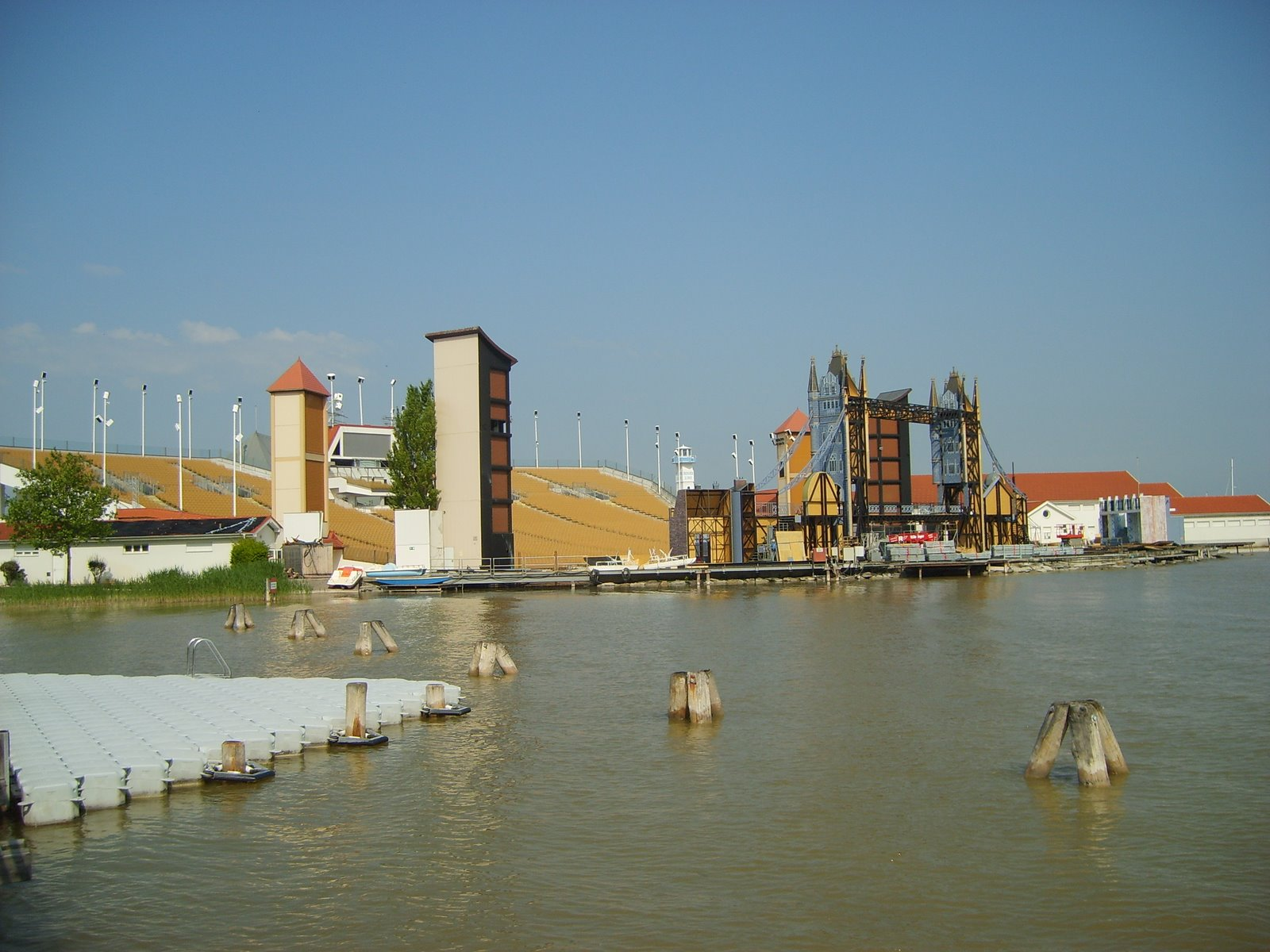
Le théâtre flottant de Mörbisch